# Ноктурно (ТВ филм)
„Ноктурно” је југословенски ТВ филм из 1958. године. Режирао га је Јован Коњовић а сценарио је написао Александар Обреновић

## Улоге
| Глумац               | Улога |
| -------------------- | ----- |
| Жарко Митровић       |       |
| Славко Симић         |       |
| Александар Стојковић |       |